# きったん
きったん（キッタン、1990年1月17日 - ）は、サンミュージックプロダクション所属の日本のお笑いタレント。コンビ「根菜キャバレー」の元メンバーで、2022年から2024年までコンビ「キャロパン」の元メンバー。本名・北本 智子（きたもと さとこ）。東京都三鷹市出身。旧芸名は「Kittan」。

## 来歴

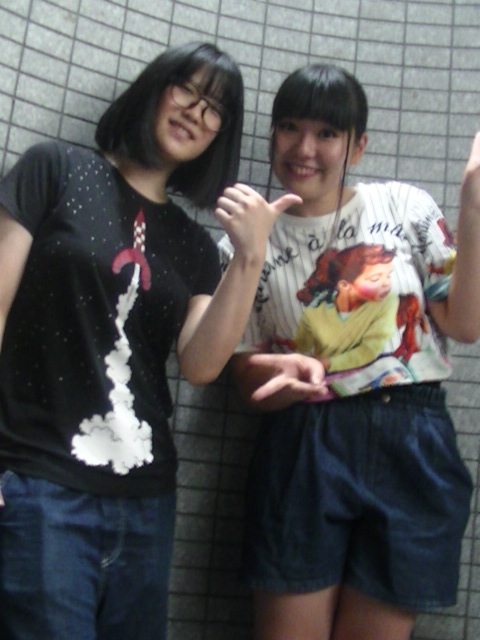
コンビ「根菜キャバレー」でのKittan（右。左は天野舞。2018年9月）

東京都立武蔵高等学校、舞台芸術学院卒業。韓国の西江大学校に1年間留学している。
最初は役者を目指しており、元・舞台女優。しかし本人曰く、協調性に欠ける面があったのと、難しいが敢えてお笑いをやってみたい思いもあったことから、お笑い芸人を目指すようになる。ワタナベコメディスクール16期生（2012年4月入学、2013年3月卒業）出身。同校卒業後フリーで活動した後、2013年11月頃からサンミュージックプロダクションに所属。
吉本興業と「よしログ」（GYAO!）が開催した『第3回かわいすぎる女芸人No.1決定戦』（2015年）で8位に選ばれ、その後もこのことを強調してアピールしている。同じサンミュージックの女性芸人であるさな、マジコーラル奈子、まるゆか（ゆめまなこ）とのアイドルユニット「じっく」のメンバーとしても活動。
2018年7月26日開催のライブ「おか女。」にて天野舞（元ヒルトヨル）とのユニット「根菜キャバレー」として初出演。同年のM-1グランプリ及び女芸人No.1決定戦 THE Wで根菜キャバレーとして出場。
2018年7月末、Kittanのtwitterの公式アカウントが凍結されるということが起こった。原因は、本人はKittanの水着写真を自分のtwitterに載せたまるゆか（ユメマナコ）に使ってはいけないとされる言葉を使ってリプライしたことだったとしている。しかし「これはおふざけだった」などとしてTwitter,Inc.側に交渉を続けた結果、3か月後の2018年10月21日に凍結が解除された。なお、凍結中は別に立てた仮アカウントを使用していた。
2018年11月13日、「根菜キャバレー」として女芸人No.1決定戦 THE Wの決勝に進出した。
2018年12月14日付けで、根菜キャバレーとして正式に所属が決定。それに伴い芸名表記を「きったん」と改める事を発表した。
2021年12月4日に根菜キャバレーは解散を発表。相方の天野は引退、きったんは芸人活動を継続する。2022年より平岡（元ロマン峠）とのユニット「キャロパン」で活動し、2022年11月1日に正式のコンビとして、サンミュージックに所属。平岡は移籍扱いとなる。
2024年6月1日にキャロパンの解散を報告。解散後もお互いサンミュージックに所属。

## 人物
公称サイズは身長154cm、B94cm、W72cm、H94cm。
祖父は東京23区内の区の元区長。父は地方公務員で東京の区役所勤務で、本人曰く、実家は裕福な家庭。
趣味は異文化交流、舞台鑑賞、カラオケ。特技は韓国語、即興ミュージカル。英検準2級の資格がある。好物はサムギョプサル、コンビーフ。
俳優の北本哲也は兄。
好きな言葉は、相田みつをの「一生感動 一生青春」。座右の銘は「明日は明日の風が吹く」。 
高校生時代は文化祭の実行委員や新入生歓迎会の実行委員長を務めたことがある。またこの時の仲良しグループで『愛され隊』という名のピンクのトレーナーを作り、このグループで騒ぎながら廊下を練り歩いたこともあった。これについて根菜キャバレーの相方の天野からは「そんなことをする人とは絶対に仲良くなれないし、もし同じクラスだったら絶対にしゃべらないタイプだと思う」と言われている。
その天野曰く「きったんはかわいそうに見えない才能を持っている」ということで、きったんも、女芸人No.1決定戦 THE Wのファーストステージで敗れた時に番組中で面白おかしくイジってもらえたということで、悔いは全く無いと話している。
出たがりで目立ちたがり屋で、協調性が無いと言われる。舞台芸術学院時代も、自分が出ていないシーンの時に居眠りしたり、自分の配役に納得がいかなかった時には先生に盾突いたりしてたと言う。また、あまりにも我が強いというために周りから「絶対コンビなんて組めない」と言われていたが、根菜キャバレーを組んだ時には「（相方の）舞ちゃんが優しく包んでくれた」と話している。

## 芸風
主に一人コントを演じる。韓国ドラマの物真似、新大久保にいる女のあるあるネタなどを持つ。
始めのあいさつに「あれ？来た来た、きったーん!Kittanです」、終わりの挨拶に「どうもありがとうございましたんたんきったん」があり、これらのあいさつはネタ以外でも頻繁に使用している。
また、2017年半ばから、ミュージカル形式のコントをすることも増えた。平場のトークは、辛口で本音を言うことが多い。
根菜キャバレーではツッコミ役を務める。その芸風について、新道竜巳（馬鹿よ貴方は）は「『明日死ぬ』と宣告されたと思わせるような捨て身のツッコミ」「命を賭けているかのようなツッコミ」「気持ち先行型の漫才」などと評している。
「自己紹介ギャグ」を得意としており、自分のものの他、他の人の自己紹介ギャグを作ったりもしている。『ウチのガヤがすみません!』（日本テレビ）では、橋本環奈と永野芽郁に、きったん作の自己紹介ギャグを贈っている。きったんは、一度ギャグを思いついたら「これを言わなきゃ！」ということに集中し過ぎて「前しか見えなくなる」と言う。相方の天野からも「人の話を聞かないし、前振りが全く無いし、言いたいことを我慢できない」と言われている。

## 出演
「根菜キャバレー」としてのコンビでの出演については、根菜キャバレー#出演の節を参照。

### テレビ
- コサキン・天海の超発掘!ものまねバラエティー マネもの（フジテレビ）- 第4回（2015年10月10日）。「韓国ドラマで痴漢にキレるハ・ジウォン」の物真似を演じた[27]。
- お願い!ランキング（テレビ朝日）- 2016年6月28日・8月16日
- しながわEYE（ケーブルテレビ品川）- 2017年4月～ 現在
- CSテレ朝ナビ!!スペシャル（テレビ朝日）- 2018年1月5日深夜
- 有田ジェネレーション（TBSテレビ）- 2018年7月26日
- 宇梶剛士のあっちこっち散歩（BSフジ）- ナレーション[28]
- スマートフォンデュ（テレビ朝日）- 2018年10月25日深夜[29]「次世代の主役は俺たちだ！ネクストブレイク芸人 超ショートネタ祭り」
- ハケンの品格 第2シリーズ（日本テレビ、2020年6月17日 - ） S&F営業事業部営業2課派遣社員 栗山智子 役
- メイプル超音楽（CBCテレビ）- 「メイプル超作曲」コーナー レギュラー出演

### ラジオ
- 手賀沼ジュンのウナンサッタリパンツ（エフエムナックファイブ）- 2016年8月27日
- SICの今週で最終回（ソラトニワ原宿、2016年4月 - 2018年6月  、出演は不定期であった。）

### Web放送
- ぎゅっと放課後TV（ニコニコ生放送）
- アイスの日本に骨をうずめます （2017年3月31日～9月、ニコジョッキー、アメジョッキー、エフジョッキー）
- ゆけ！劇団タイガーホース (2017年9月～2018年6月、ワロップ放送局)